# Voleibol de praia nos Jogos Olímpicos de Verão de 2012
As competições de voleibol de praia nos Jogos Olímpicos de Verão de 2012 ocorreram entre 28 de julho e 9 de agosto de 2012. O local de disputas foi o Horse Guards Parade, em Londres, Reino Unido.

## Calendário
| Julho/Agosto      | 25 | 26 | 27 | 28 | 29 | 30 | 31 | 1 | 2 | 3 | 4 | 5 | 6 | 7 | 8 | 9 | 10 | 11 | 12 |
| ----------------- | -- | -- | -- | -- | -- | -- | -- | - | - | - | - | - | - | - | - | - | -- | -- | -- |
| Voleibol de praia |    |    |    |    |    |    |    |   |   |   |   |   |   |   | 1 | 1 |    |    |    |

|  | Dia de competição |  | Dia de final |

## Eventos

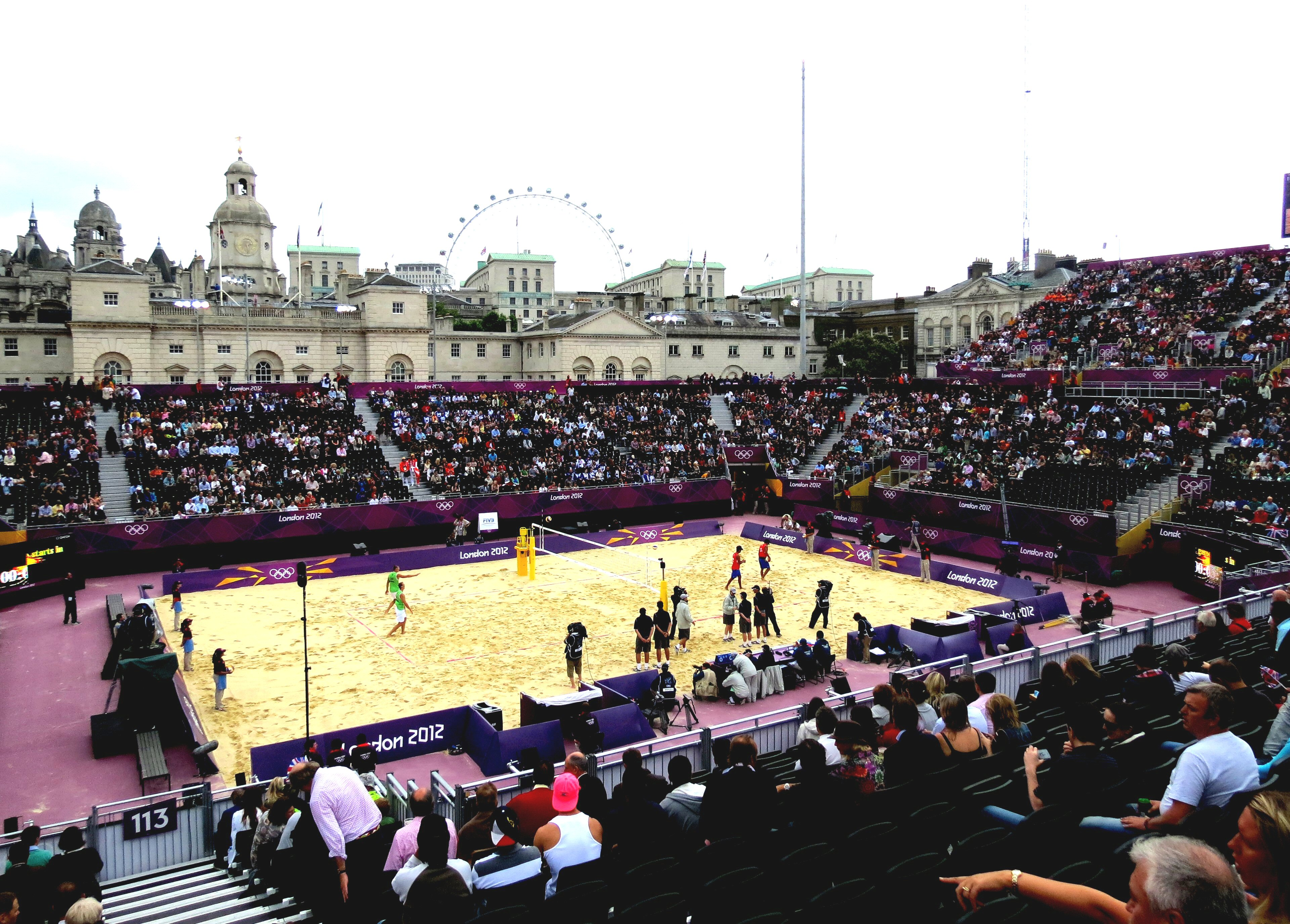
A arena montada no Horse Guards Parade recebeu as disputas do voleibol de praia.

Dois eventos da modalidade distribuíram medalhas nos Jogos:
- Torneio masculino (24 duplas)
- Torneio feminino (24 duplas)

## Medalhistas
| Evento             | Ouro                                             | Prata                                        | Bronze                                    |
| ------------------ | ------------------------------------------------ | -------------------------------------------- | ----------------------------------------- |
| Masculino detalhes | Julius Brink Jonas Reckermann GER Alemanha       | Alison Cerutti Emanuel Rego BRA Brasil       | Mārtiņš Pļaviņš Jānis Šmēdiņš LAT Letônia |
| Feminino detalhes  | Kerri Walsh Misty May-Treanor USA Estados Unidos | Jennifer Kessy April Ross USA Estados Unidos | Juliana Silva Larissa França BRA Brasil   |

## Quadro de medalhas
| Ordem | País               | Medalha de ouro | Medalha de prata | Medalha de bronze |   | Ordem por total |
| ----- | ------------------ | --------------- | ---------------- | ----------------- | - | --------------- |
| 1     | USA Estados Unidos | 1               | 1                |                   | 2 | 1               |
| 2     | GER Alemanha       | 1               |                  |                   | 1 | 3               |
| 3     | BRA Brasil         |                 | 1                | 1                 | 2 | 1               |
| 4     | LAT Letônia        |                 |                  | 1                 | 1 | 3               |
| TOTAL | TOTAL              | 2               | 2                | 2                 | 6 | —               |